# NGC 22
Az NGC 22 egy spirálgalaxis a Pegasus (Pegazus) csillagképben.

## Felfedezése
Az NGC 22 galaxist Édouard Jean-Marie Stephan fedezte fel 1883. október 2-án.

## Tudományos adatok
A galaxis 8312 km/s sebességgel távolodik tőlünk.